# The Best of Gosia Andrzejewicz
Best of Gosia Andrzejewicz è la prima compilation della cantante pop polacca Gosia Andrzejewicz. Include i singoli e alcune canzoni dai suoi precedenti album, oltre che degl'inediti. Oltre che al CD, c'è anche un DVD contenente la realizzazione dell'album Lustro e i video musicali dei suoi singoli.

## Tracce
CD
1. Miłość
2. Pozwól żyć
3. Słowa
4. Trochę ciepła
5. Lustro
6. Latino
7. Siła marzeń
8. Ty decyduj
9. Nieśmiały chłopak
10. Piękno
11. Tęsknota
12. Blisko dądź (featuring Doniu e Liber)
13. Refleksje M.
14. Zło
15. Miłości nie mów nie
16. Na chwilę
17. Zanim powiesz
18. Trochę Ciepła (remix)
19. Latino (remix)
20. Trochę Ciepła (versione strumentale)
21. Lustro (versione strumentale)

DVD
1. Lustro Marzeń (realizzazione dell'album Lustro)
2. Pozwól Żyć (video)
3. Słowa (video)
4. Trochę Ciepła (video)
5. Lustro (video)

## Classifiche
| Classifica (2007)   | Posizione massima |
| ------------------- | ----------------- |
| Polish Albums Chart | 25                |